# Johann Gottfried Otto
Johann Gottfried Otto ( 1761 - 1832) fue un médico, micólogo y botánico alemán.

## Algunas publicaciones
- 1816. Versuch einer auf die Ordnung und den Stand der Lamellen gegründeten Anordnung und Beschreibung der Agaricorum. Ed. G. Fleischer, 106 pp. en línea. Reimpreso por Nabu Press, 2010. 132 pp. ISBN 1144342570

- 1784. Dissertatio inauguralis medica de usu medico dulcamarae ... Ed. Litteris Fickelscherrii haered. et Stranckmanni, 31 pp.